# Альберто Латтуада
Альберто Латтуада (італ. Alberto Lattuada; 13 листопада 1914 — 3 липня 2005) — італійський кінорежисер, сценарист, продюсер, критик.  

## Біографія
Автор ряду екранізацій, в тому числі російської літературної класики. Навчався архітектурі, писав оповідання, виступав з критичними статтями з образотворчого мистецтва, потім як кінокритик. Саме Латтуада дав «путівку в життя» режисеру-початківцю Федеріко Фелліні, поставивши спільно з ним в 1950 році фільм Вогні вар'єте

## Фільмографія
- 1955 : «Герой нашого часу» / (Un eroe dei nostri tempi) — директор
- 1962 : «Мафіозо» / (Mafioso)
- 1976 : «Собаче серце» / (Cuore di cane)
- 1978 : «Така, як ти є» / (Così come sei) — волоцюга